# Cho Yoon-hwan
Cho Yoon-hwan (조윤환?, 趙允煥?; 24 maggio 1961) è un ex calciatore sudcoreano, di ruolo difensore.